# Maragha (Martakert)
Şıxarx
Pour l’article homonyme, voir Maragha.
Maragha ou Maraga (en arménien : Մարաղա), en azéri : Marağa) ou Şıxarx est une localité actuellement située dans le raion de Tartar en Azerbaïdjan. Le Haut-Karabagh la revendique en tant que portion de la région de Martakert. La population s'élevait à 4 660 habitants en 1989.

## Géographie
Le village est situé dans l'ouest de l'Azerbaïdjan, au milieu de la plaine de la rivière Tartar, à 4 km de Tərtər.

## Histoire
Pendant la période soviétique, le village fait partie de l'oblast autonome du Haut-Karabagh et porte le nom de Leninavan de 1954 à 1992.
Le 10 avril 1992, le village est le théâtre d'un massacre de civils arméniens par les Forces armées azerbaïdjanaises. Les réfugiés ont été réinstallés à Nor Maragha. Depuis cette date, Maragha, rebaptisé Şıxarx, est demeuré sous le contrôle de l'Azerbaïdjan, près de la ligne de cessez-le-feu établie en 1994. Il est en grande partie en ruines.